# Г'юґо (музикант)
Г'юґо Чакрабонґсе Леві (англ. Hugo Chakrabongse Levy; нар. 6 серпня 1981, Лондон), відомий під псевдонімом Г'юґо (англ. Hugo) або тайським іменем Чулачак Чакрабонґсе (тай. จุลจักร จักรพงษ์) — американський актор і співак тайського походження. Живе в Нью-Йорку, США, і підписав контракт з лейблом репера Jay-Z Roc Nation, його музичний стиль Roc Nation охрестив гангста-роком. Він найбільш відомий своїм переробленням пісні Jay-Z 99 Problems у стилі блюграс. Його дебютний альбом Old Tyme Religion вийшов 10 травня 2011 року. Він може простежити прямий королівський родовід від свого прадіда по матері, принца Чакрабонґсе Буванафа, сина короля Таїланду Рами V, і є троюрідним братом колись віддаленого короля Таїланду, короля Вачхіралонгкона.

## Гурт
- Джон Корнелл — бас
- Марк Слуцький — ударні
- Кріс ЛоПресто — клавішні
- Джей Барклей — гітара

## Дискографія

### Студійні альбоми

#### (2011) Old Tyme Religion
- Old Tyme Religion
- 99 Problems
- Bread & Butter
- Rock 'n' Roll Delight
- Hopelessly Stoned
- Hurt Makes It Beautiful
- Born
- Mekong River Delta
- Sweetest Cure
- Different Lives
- Just a Shred
- Wake Alone
- Sai Lom (สายลม)

#### (2014) Deep in the Long Grass
- Twitch and Tug
- I Need the Truth
- Secrets and Lies
- Quiet Fire
- Hailstorms
- Nightshift
- All I Think About
- A Fire Worth Keeping
- The Long Grass
- Down the River
- Feather

#### (2017) ดำสนิท[2]
- ดำสนิท
- อย่ามาให้เห็น
- ครอบครอง
- อานม้า
- ระวัง
- แค่มีเธอ
- แพ้ให้เป็น
- ยอม
- Love Song No. 9
- บันไดสีแดง

### Мініальбоми

#### (2020) Lacuna
- Call of the Void
- All That I Know
- The Deals We Make
- Deeper Still
- House of Mercy
- Show Love

## Масова культура
Версія Г'юґо «99 Problems», його першого синглу, була використана в романтичній комедії Наталі Портман та Ештона Кутчера «Більше ніж секс», в римейку фільму «Нічка жахів» 2011 року та в пілотному епізоді трилера «Чорний список» на каналі NBC. «Bread and Butter» увійшла до телевізійного промо другого сезону комедійно-драматичного серіалу «Касл» на каналі ABC. Ця ж пісня також увійшла до сьомого сезону серіалу від HBO «Оточення».